# Drulhe
Drulhe est une commune française située dans le département de l'Aveyron en région Occitanie.

## Géographie

### Communes limitrophes
Les communes limitrophes sont  Galgan, Lanuéjouls, Maleville, Naussac, Peyrusse-le-Roc, Saint-Igest, Salles-Courbatiès et Vaureilles.

### Hydrographie

#### Réseau hydrographique

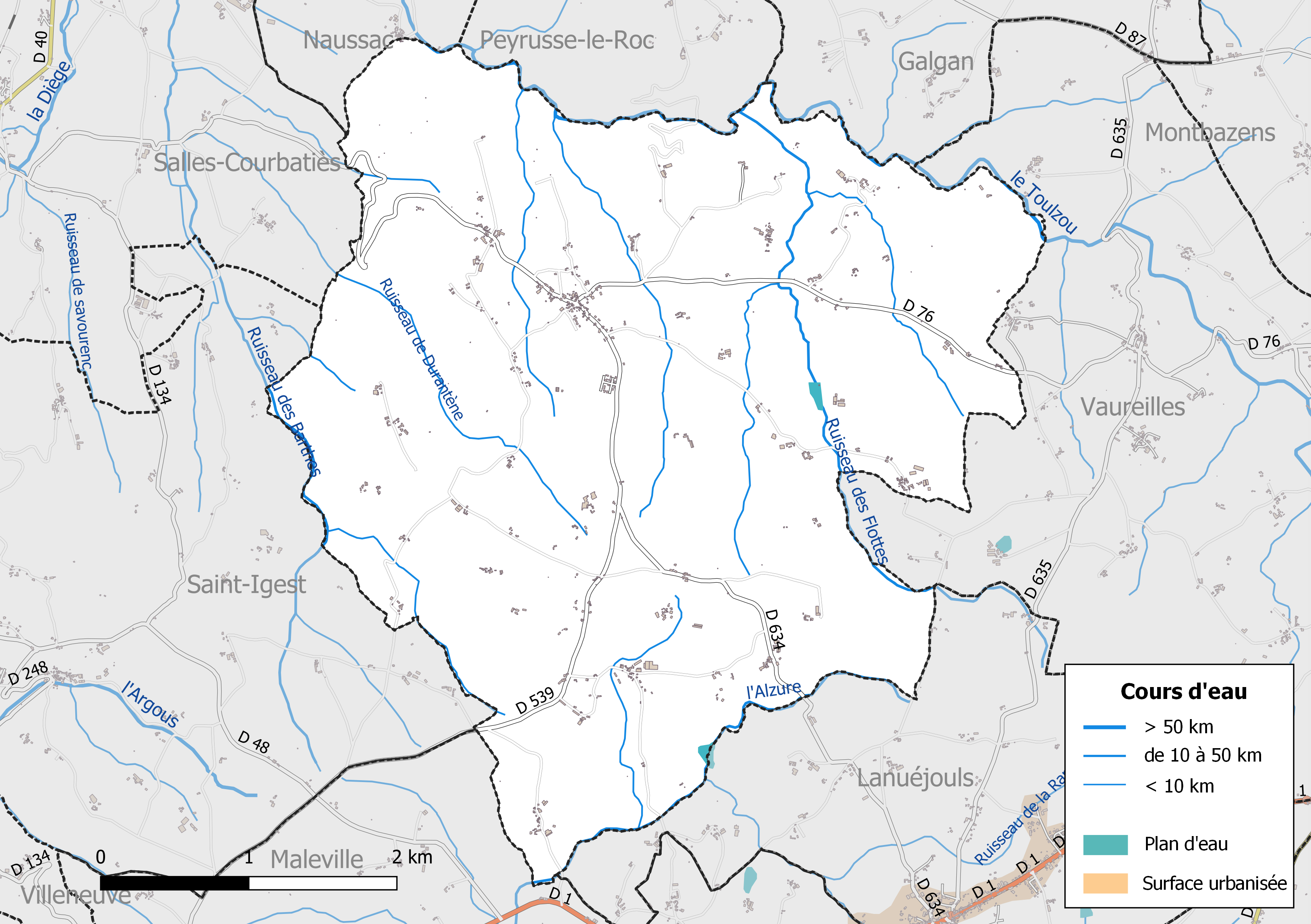
Réseaux hydrographique et routier de Drulhe.

La commune est drainée par le Touzou, l'Alzure, le ruisseau des Barthes, le ruisseau des Flottes, le ruisseau de Durantène et par divers petits cours d'eau.
Le Touzou, d'une longueur totale de 14,7 km, prend sa source dans la commune de Vaureilles et se jette  dans le ruisseau des Barthes à Salles-Courbatiès, après avoir arrosé 7 communes.

#### Gestion des cours d'eau
La gestion des cours d’eau situés dans le bassin de l’Aveyron est assurée par l’établissement public d'aménagement et de gestion des eaux (EPAGE) Aveyron amont, créé le 1er janvier 2017, en remplacement du syndicat mixte du bassin versant Aveyron amont,,.

### Climat
Pour des articles plus généraux, voir Climat de l'Occitanie et Climat de l'Aveyron.
En 2010, le climat de la commune est de type climat océanique altéré, selon une étude s'appuyant sur une série de données couvrant la période 1971-2000. En 2020, Météo-France publie une typologie des climats de la France métropolitaine dans laquelle la commune est dans une zone de transition entre le climat océanique altéré et le climat de montagne et est dans une zone de transition entre les régions climatiques « Ouest et nord-ouest du Massif Central » et « Sud-est du Massif Central »0.
Pour la période 1971-2000, la température annuelle moyenne est de 11,8 °C, avec une amplitude thermique annuelle de 15,1 °C. Le cumul annuel moyen de précipitations est de 1 069 mm, avec 11,7 jours de précipitations en janvier et 6,6 jours en juillet. Pour la période 1991-2020, la température moyenne annuelle observée sur la station météorologique la plus proche, située sur la commune du Bas Ségala à 14 km à vol d'oiseau, est de 12,4 °C et le cumul annuel moyen de précipitations est de 1 062,4 mm,. Pour l'avenir, les paramètres climatiques de la commune estimés pour 2050 selon différents scénarios d'émission de gaz à effet de serre sont consultables sur un site dédié publié par Météo-France en novembre 2022.

### Milieux naturels et biodiversité
Aucun espace naturel présentant un intérêt patrimonial n'est recensé sur la commune dans l'inventaire national du patrimoine naturel,,.

## Urbanisme

### Typologie
Au 1er janvier 2024, Drulhe est catégorisée commune rurale à habitat très dispersé, selon la nouvelle grille communale de densité à 7 niveaux définie par l'Insee en 2022.
Elle est située hors unité urbaine. Par ailleurs la commune fait partie de l'aire d'attraction de Villefranche-de-Rouergue, dont elle est une commune de la couronne,. Cette aire, qui regroupe 34 communes, est catégorisée dans les aires de moins de 50 000 habitants,.

### Occupation des sols

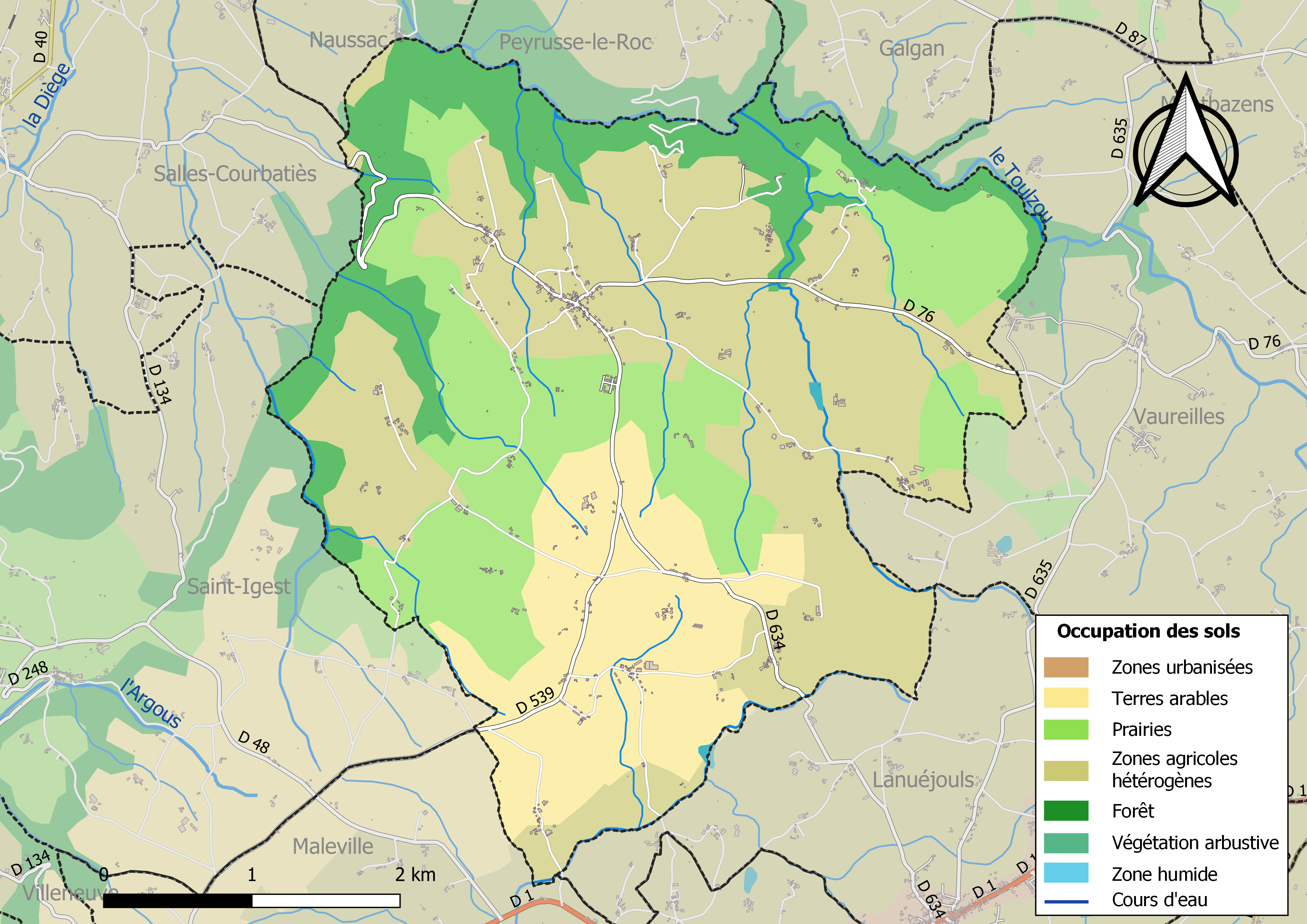
Infrastructures et occupation des sols de la commune de Drulhe.

L'occupation des sols de la commune, telle qu'elle ressort de la base de données européenne d’occupation biophysique des sols Corine Land Cover (CLC), est marquée par l'importance des territoires agricoles (85 % en 2018), en augmentation par rapport à 1990 (82,3 %). La répartition détaillée en 2018 est la suivante : 
zones agricoles hétérogènes (42,3 %), prairies (24,1 %), terres arables (18,6 %), forêts (15 %).

### Planification
La loi SRU du 13 décembre 2000 a incité fortement les communes à se regrouper au sein d’un établissement public, pour déterminer les partis d’aménagement de l’espace au sein d’un SCoT, un document essentiel d’orientation stratégique des politiques publiques à une grande échelle. La commune est dans le territoire du SCoT du Centre Ouest Aveyron  approuvé en février 2020. La structure porteuse est le Pôle d'équilibre territorial et rural Centre Ouest Aveyron, qui associe neuf EPCI, notamment la communauté de communes du Plateau de Montbazens, dont la commune est membre.
La commune disposait en 2017 d'une carte communale approuvée et un plan local d'urbanisme était en élaboration.

### Risques majeurs
Le territoire de la commune de Drulhe est vulnérable à différents aléas naturels : climatiques (hiver exceptionnel ou canicule), feux de forêts et séisme (sismicité faible).
Il est également exposé à un risque technologique, le transport de matières dangereuses, et à un risque particulier, le risque radon,.

#### Risques naturels
Le Plan départemental de protection des forêts contre les incendies découpe le département de l’Aveyron en sept « bassins de risque » et définit une sensibilité des communes à l’aléa feux de forêt (de faible à très forte). La commune est classée en sensibilité faible.
Les mouvements de terrains susceptibles de se produire sur la commune sont soit des mouvements liés au retrait-gonflement des argiles, soit des effondrements liés à des cavités souterraines. Le phénomène de retrait-gonflement des argiles est la conséquence d'un changement d'humidité des sols argileux. Les argiles sont capables de fixer l'eau disponible mais aussi de la perdre en se rétractant en cas de sécheresse. Ce phénomène peut provoquer des dégâts très importants sur les constructions (fissures, déformations des ouvertures) pouvant rendre inhabitables certains locaux. La carte de zonage de cet aléa peut être consultée sur le site de l'observatoire national des risques naturels Géorisques. Une autre carte permet de prendre connaissance des cavités souterraines localisées sur la commune,.

#### Risques technologiques
Le risque de transport de matières dangereuses sur la commune est lié à sa traversée par une route à fort trafic. Un accident se produisant sur une telle infrastructure est en effet susceptible d’avoir des effets graves au bâti ou aux personnes jusqu’à 350 m, selon la nature du matériau transporté. Des dispositions d’urbanisme peuvent être préconisées en conséquence.

#### Risque particulier
Dans plusieurs parties du territoire national, le radon, accumulé dans certains logements ou autres locaux, peut constituer une source significative d’exposition de la population aux rayonnements ionisants. Toutes les communes du département sont concernées par le risque radon à un niveau plus ou moins élevé. Selon le dossier départemental des risques majeurs du département établi en 2013, la commune de Drulhe est classée à risque moyen à élevé. Un décret du 4 juin 2018 a modifié la terminologie du zonage définie dans le code de la santé publique et a été complété par un arrêté du 27 juin 2018 portant délimitation des zones à potentiel radon du territoire français. La commune est désormais en zone 3, à savoir zone à potentiel radon significatif.

## Politique et administration

### Découpage territorial
La commune de Drulhe est membre de la communauté de communes du Plateau de Montbazens, un établissement public de coopération intercommunale (EPCI) à fiscalité propre créé le 31 décembre 1996 dont le siège est à Montbazens. Ce dernier est par ailleurs membre d'autres groupements intercommunaux.
Sur le plan administratif, elle est rattachée à l'arrondissement de Villefranche-de-Rouergue, au département de l'Aveyron et à la région Occitanie. Sur le plan électoral, elle dépend du  canton de Villeneuvois et Villefranchois pour l'élection des conseillers départementaux, depuis le redécoupage cantonal de 2014 entré en vigueur en 2015, et de la deuxième circonscription de l'Aveyron  pour les élections législatives, depuis le dernier découpage électoral de 2010.

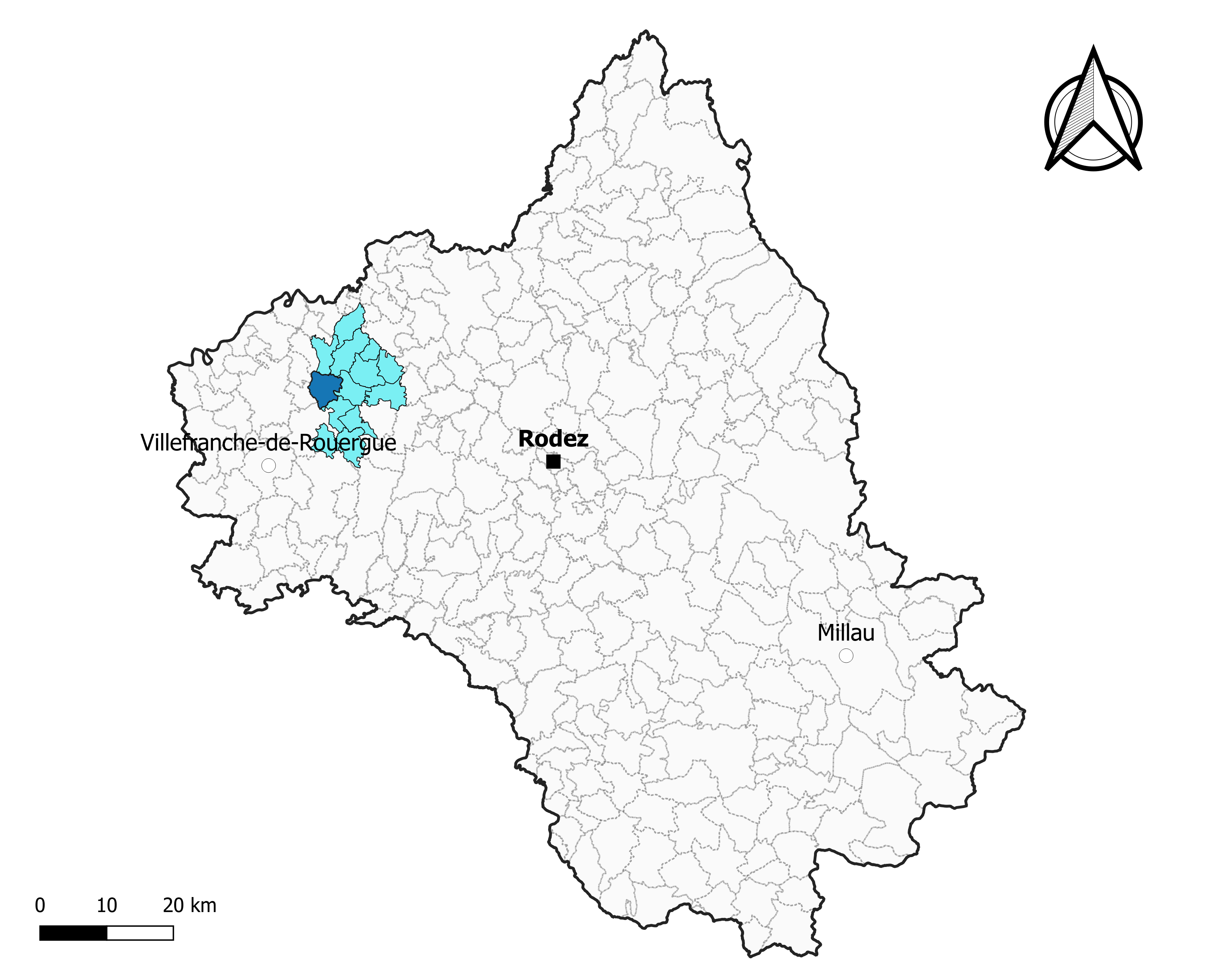
Drulhe dans l'intercommunalité en 2020.
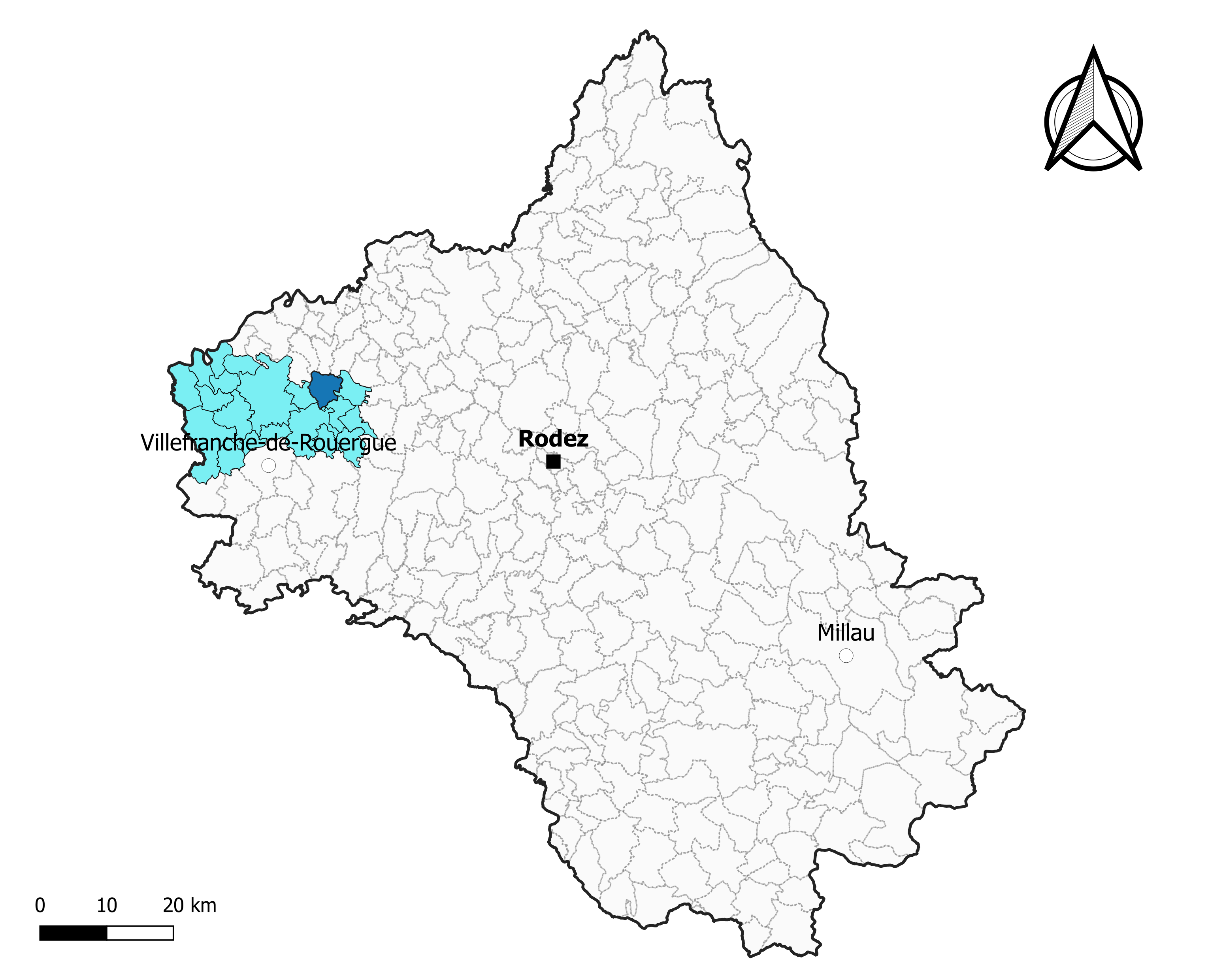
Drulhe dans le canton de Villeneuvois et Villefranchois en 2020.
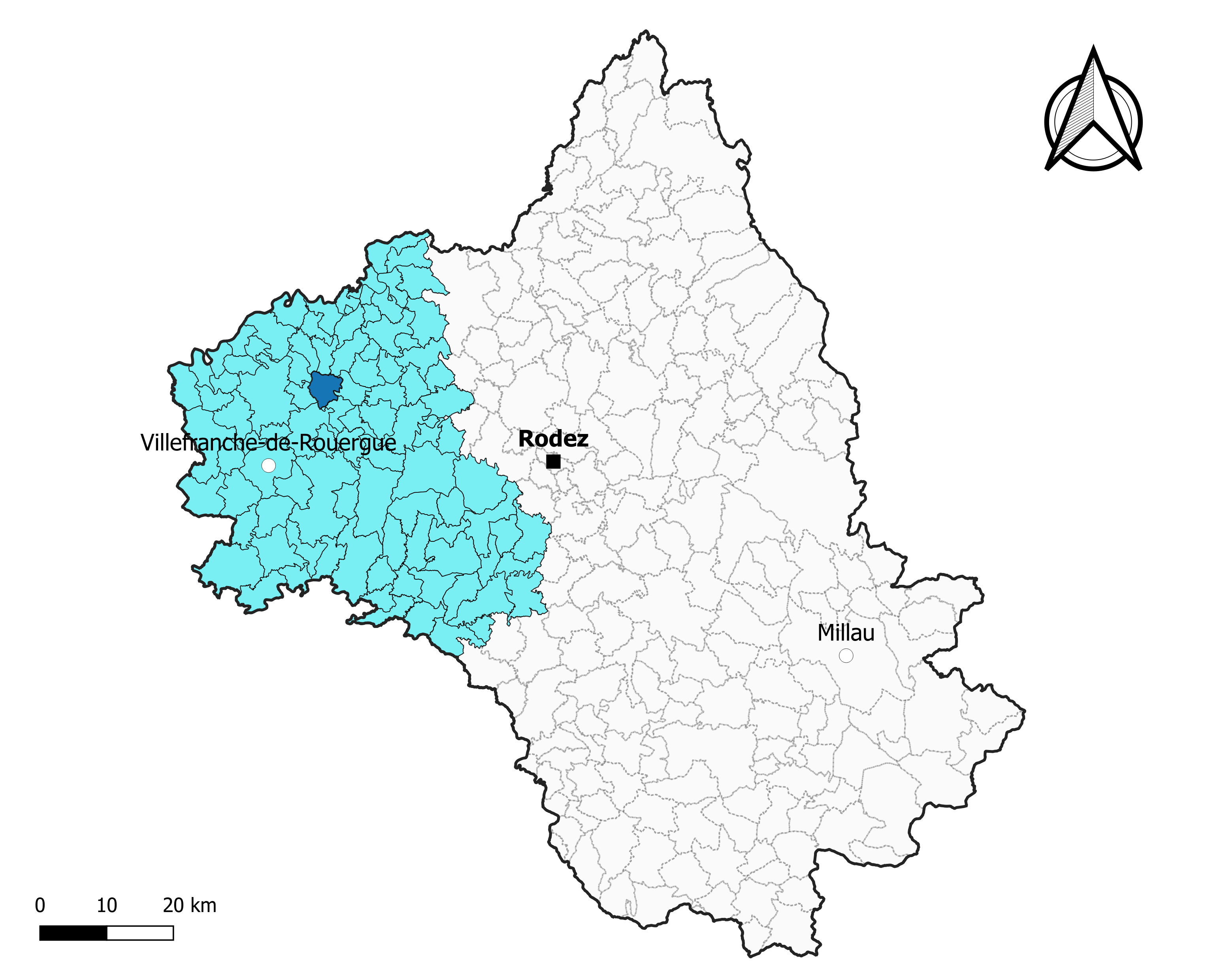
Drulhe dans l'arrondissement de Villefranche-de-Rouergue en 2020.

### Élections municipales et communautaires

#### Élections de 2020
Le conseil municipal de Drulhe, commune de moins de 1 000 habitants, est élu au scrutin majoritaire plurinominal à deux tours avec candidatures isolées ou groupées et possibilité de panachage. Compte tenu de la population communale, le nombre de sièges à pourvoir lors des élections municipales de 2020 est de 11. Sur les dix-sept candidats en lice, dix  sont élus dès le premier tour, le 15 mars 2020, avec un taux de participation de 81,89 %. Le dernier  conseiller restant à élire est élu au second tour, qui se tient le 28 juin 2020 du fait de la pandémie de Covid-19, avec un taux de participation de 72,54 %.
Josiane Couzi est élue nouvelle maire de la commune le 3 juillet 2020.
Dans les communes de moins de 1 000 habitants, les conseillers communautaires sont désignés parmi les conseillers municipaux élus en suivant l’ordre du tableau (maire, adjoints puis conseillers municipaux) et dans la limite du nombre de sièges attribués à la commune au sein du conseil communautaire. Deux sièges sont attribués à la commune au sein de la communauté de communes du Plateau de Montbazens.

#### Liste des maires
| Période                                  | Période      | Identité            | Étiquette | Qualité                                                   |
| ---------------------------------------- | ------------ | ------------------- | --------- | --------------------------------------------------------- |
| avant 1981                               | ?            | Charles Marty       | Droite    | Agriculteur, responsable syndical                         |
| mars 2001                                | 2014         | Gisèle Rigal        | UMP-LR    | Conseillère générale                                      |
| avril 2014                               | juillet 2020 | Jean-Philippe Mouly |           | Agriculteur exploitant                                    |
| juillet 2020                             | En cours     | Josiane Couzi,      |           | Profession intermédiaire de la santé et du travail social |
| Les données manquantes sont à compléter. |              |                     |           |                                                           |

## Démographie
L'évolution du nombre d'habitants est connue à travers les recensements de la population effectués dans la commune depuis 1793. Pour les communes de moins de 10 000 habitants, une enquête de recensement portant sur toute la population est réalisée tous les cinq ans, les populations de référence des années intermédiaires étant quant à elles estimées par interpolation ou extrapolation. Pour la commune, le premier recensement exhaustif entrant dans le cadre du nouveau dispositif a été réalisé en 2007.

En 2022, la commune comptait 451 habitants, en évolution de +1,35 % par rapport à 2016 (Aveyron : +0,37 %, France hors Mayotte : +2,11 %).
| 1793 | 1800 | 1841 | 1846  | 1851  | 1856 | 1861 | 1866  | 1872  |
| ---- | ---- | ---- | ----- | ----- | ---- | ---- | ----- | ----- |
| 805  | 606  | 958  | 1 014 | 1 075 | 961  | 997  | 1 089 | 1 071 |

| 1876  | 1881  | 1886  | 1891  | 1896  | 1901 | 1906 | 1911 | 1921 |
| ----- | ----- | ----- | ----- | ----- | ---- | ---- | ---- | ---- |
| 1 107 | 1 044 | 1 175 | 1 072 | 1 031 | 907  | 905  | 805  | 701  |

| 1926 | 1931 | 1936 | 1946 | 1954 | 1962 | 1968 | 1975 | 1982 |
| ---- | ---- | ---- | ---- | ---- | ---- | ---- | ---- | ---- |
| 727  | 710  | 708  | 590  | 563  | 570  | 518  | 468  | 432  |

| 1990 | 1999 | 2006 | 2007 | 2012 | 2017 | 2022 | - | - |
| ---- | ---- | ---- | ---- | ---- | ---- | ---- | - | - |
| 395  | 417  | 400  | 397  | 435  | 446  | 451  | - | - |

## Économie

### Revenus
En 2018  (données Insee publiées en septembre 2021), la commune compte 190 ménages fiscaux, regroupant 424 personnes. La médiane du revenu disponible par unité de consommation est de 19 350 € (20 640 € dans le département).

### Emploi
| Division       | 2008  | 2013  | 2018  |
| -------------- | ----- | ----- | ----- |
| Commune        | 5,6 % | 4,3 % | 5,7 % |
| Département    | 5,4 % | 7,1 % | 7,1 % |
| France entière | 8,3 % | 10 %  | 10 %  |

En 2018, la population âgée de 15 à 64 ans s'élève à 262 personnes, parmi lesquelles on compte 77,5 % d'actifs (71,8 % ayant un emploi et 5,7 % de chômeurs) et 22,5 % d'inactifs,. En  2018, le taux de chômage communal (au sens du recensement) des 15-64 ans est inférieur à celui de la France et département, alors qu'en 2008 il était supérieur à celui du département et inférieur à celui de la France.
La commune fait partie de la couronne de l'aire d'attraction de Villefranche-de-Rouergue, du fait qu'au moins 15 % des actifs travaillent dans le pôle,. Elle compte 67 emplois en 2018, contre 67 en 2013 et 69 en 2008. Le nombre d'actifs ayant un emploi résidant dans la commune est de 190, soit un indicateur de concentration d'emploi de 35,2 % et un taux d'activité parmi les 15 ans ou plus de 53 %.
Sur ces 190 actifs de 15 ans ou plus ayant un emploi, 51 travaillent dans la commune, soit 27 % des habitants. Pour se rendre au travail, 92,1 % des habitants utilisent un véhicule personnel ou de fonction à quatre roues, 0,5 % les transports en commun, 5,3 % s'y rendent en deux-roues, à vélo ou à pied et 2,1 % n'ont pas besoin de transport (travail au domicile).

### Activités hors agriculture
36 établissements sont implantés  à Drulhe au 31 décembre 2019. Le tableau ci-dessous en détaille le nombre par secteur d'activité et compare les ratios avec ceux du département,.
| Secteur d'activité                                                                                        | Commune | Commune | Département |
| Secteur d'activité                                                                                        | Nombre  | %       | %           |
| --- | ------- | ------- | ----------- |
| Ensemble                                                                                                  | 36      |         |             |
| Industrie manufacturière, industries extractives et autres                                                | 19      | 52,8 %  | (17,7 %)    |
| Construction                                                                                              | 5       | 13,9 %  | (13 %)      |
| Commerce de gros et de détail, transports, hébergement et restauration                                    | 5       | 13,9 %  | (27,5 %)    |
| Activités immobilières                                                                                    | 1       | 2,8 %   | (4,2 %)     |
| Activités spécialisées, scientifiques et techniques et activités de services administratifs et de soutien | 3       | 8,3 %   | (12,4 %)    |
| Administration publique, enseignement, santé humaine et action sociale                                    | 1       | 2,8 %   | (12,7 %)    |
| Autres activités de services                                                                              | 2       | 5,6 %   | (7,8 %)     |

Le secteur de l'industrie manufacturière, des industries extractives et autres est prépondérant sur la commune puisqu'il représente 52,8 % du nombre total d'établissements de la commune (19 sur les 36 entreprises implantées  à Drulhe), contre 17,7 % au niveau départemental.

### Agriculture
La commune est dans le Segala, une petite région agricole occupant l'ouest du département de l'Aveyron. En 2020, l'orientation technico-économique de l'agriculture  sur la commune est l'élevage d'équidés et/ou d' autres herbivores.
|               | 1988  | 2000  | 2010  | 2020  |
| ------------- | ----- | ----- | ----- | ----- |
| Exploitations | 73    | 52    | 42    | 30    |
| SAU (ha)      | 1 594 | 1 570 | 1 564 | 1 481 |

Le nombre d'exploitations agricoles en activité et ayant leur siège dans la commune est passé de 73 lors du recensement agricole de 1988  à 52 en 2000 puis à 42 en 2010 et enfin à 30 en 2020, soit une baisse de 59 % en 32 ans. Le même mouvement est observé à l'échelle du département qui a perdu pendant cette période 51 % de ses exploitations,. La surface agricole utilisée sur la commune a également diminué, passant de 1 594 ha en 1988 à 1 481 ha en 2020. Parallèlement la surface agricole utilisée moyenne par exploitation a augmenté, passant de 22 à 49 ha.

## Culture locale et patrimoine

### Lieux et monuments
- Église Notre-Dame, tour du XIIIe siècle.